# Litauisches Eisenbahnmuseum

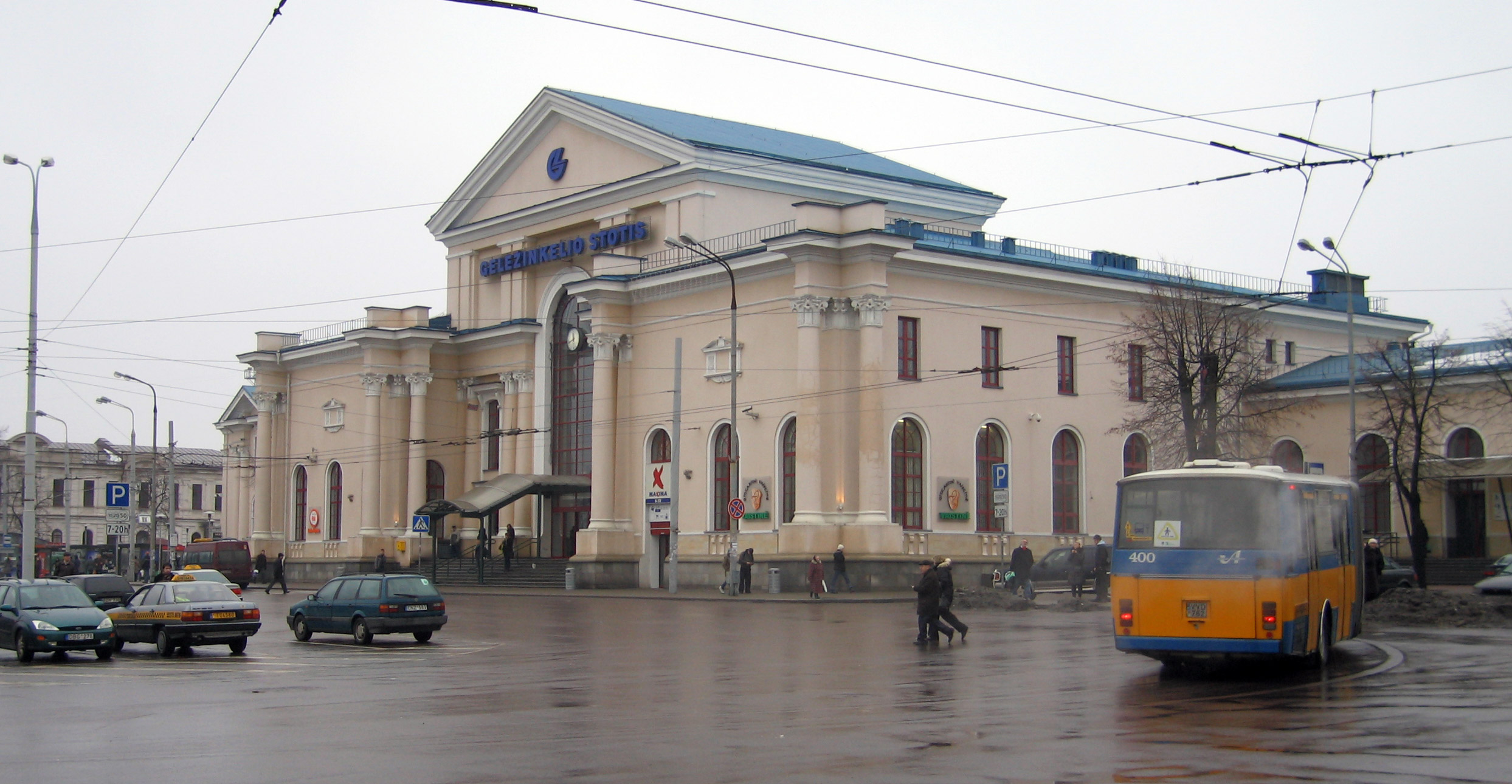
Der Bahnhof Vilnius 2009

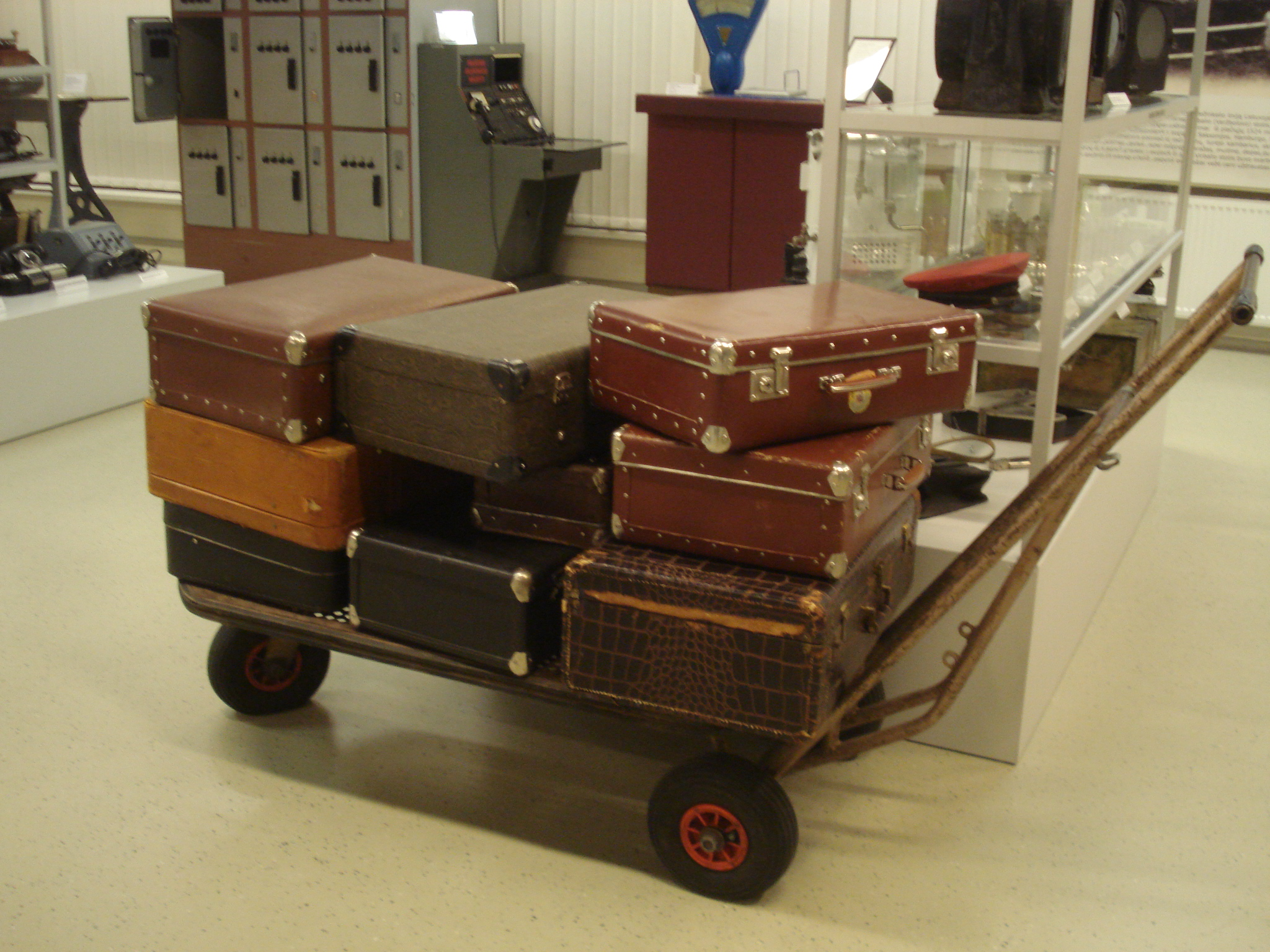
Ausstellung vor dem Umbau

Das Litauische Eisenbahnmuseum (litauisch Geležinkelių muziejus) ist ein Eisenbahnmuseum in der litauischen Hauptstadt Vilnius. Es befindet sich im Bahnhof Vilnius. Direktorin ist Vitalija Lapėnienė. Das Museum wurde 1966 von den staatlichen sowjetischen Eisenbahnen errichtet und finanziert. Das Museum hat drei Säle und ein kleines Freigelände.
Das Museum öffnete im Mai 2022 nach Umbau neu.